# Сен-Кантен-Фаллавье
Сен-Кантен-Фаллавьё (фр. Saint-Quentin-Fallavier) — коммуна во Франции, находится в регионе Рона — Альпы. Департамент коммуны — Изер. Входит в состав кантона Ла-Верпийер. Округ коммуны — Ла-Тур-дю-Пен.
Код INSEE коммуны — 38449. Население коммуны на 2012 год составляло 5932 человека. Населённый пункт находится на высоте от 206 до 364  метров над уровнем моря. Муниципалитет расположен на расстоянии около 420 км юго-восточнее Парижа, 26 км юго-восточнее Лиона, 70 км северо-западнее Гренобля. Мэр коммуны — Мишель Баконье (фр. Michel Bacconnier), мандат действует на протяжении 2014—2020 гг.
Динамика населения (INSEE):

## История

### Террористический акт 2015 года
Террористический акт в Сен-Кантен-Фаллавье произошёл 26 июня 2015 года на предприятии компании Air Products. Неизвестный мужчина на большой скорости подъехал ко входу в предприятие и в 09:50 по местному времени взорвал маломощные взрывные устройства. В руках у него был флаг террористической организации «Исламское государство».